# مائوریسیو (بازیکن فوتبال)
مائوریسیو (به پرتغالی: Maurício José da Silveira Júnior) هافبک اهل برزیل است که در شهر سائو خوزه دوس کامپس و در تاریخ ۲۱ اکتبر ۱۹۸۸ به دنیا آمده‌است.
مائوریسیو در تیم‌های فوتبال Fluminense سابقهٔ حضور دارد.